# NBA finale 2008.
NBA finale 2008. posljednja je i finalna serija doigravanja u sezoni 2007./08. Prvaci Istočne konferencije Boston Celticsi porazili su u seriji 4-2 prvake Zapadne konferncije Los Angeles Lakerse. Boston je osvojio sedamnaesti naslov i prvi naslov nakon 1986. godine. Ovogodišnje finale je prvo finale nakon finala 2000. gdje su se susreli prvaci svojih konferencija. Lakersi su igrali svoje 29 finale i prvo finale nakon 2004. godine. Celticsima je ovo prvi prolazak u finale nakon 1987. godine i ukupno 20 finale u povijesti franšize. Celticsi su omjerom 66-16 dobili pravo prednosti domaćeg terena u odnosu na omjer Lakersa 57-25. Paul Pierce proglašen je za najkorisnijeg igrača ovogodišnjeg finala.

## Put do finala

### Boston Celtics
Sezona 2006./07. bila je jedna od najgorih u dugačkoj povijesti najtrofejnije NBA momčadi. Nakon više od desetljeća prosječnosti s tek povremenim bljeskovima vodstvo Celticsa shvatilo je da se ugled momčadi srozao na najnižu moguću razinu i odlučilo je napraviti preokret. Stvaranje novih Celticsa započelo je dovođenjem Raya Allena iz Sonicsa. Seattle je krenuo u gradnju nove momčadi oko Duranta pa se otvorio prostor za Celticse koji su 28. lipnja 2007. u Seattle poslali Delontea Westa, Wallya Szczerbiaka i peti izbor drafta Jeffa Greena u zamjenu za Allena i 35. izbor drafta Glena Davisa. Pokazat će se da je ta zamjena bila samo podloga za onu koja je uslijedila, a kojom je generalni upravitelj Danny Ainge svoju momčad pretvorio u najvećeg kandidata za naslov. Zadnjeg dana mjeseca srpnja zamjena između Bostona i Minnesote iz temelja je promijenio odnos snaga u NBA. Celticsi su Timberwolvesima poslali Jeffersona, Gomesa, Telfaira, Greena, Ratliffa, dva izbora prve runde drafta 2009. i novčani iznos u zamjenu za jednog od najsvestranijih igrača u povijesti lige Kevina Garnetta. Nikada prije u povijesti lige niti jedan klub nije dao sedmoricu za jednog jedinog igrača.
Dolaskom Garnetta i Allena oformljena je "Velika trojka" zajedno s Pierceom, a uz njih je složena kvalitetna grupa igrača poput startnog playa Rajona Ronda, Jamesa Poseya koji je potpisao kao slobodan igrač, Kendricka Perkinsa dovedenog iz Memphisa, iskusnog P. J. Browna te Sama Cassella koji im se priključio krajem sezone. Sve je rezultiralo najboljim omjerom pobjeda i poraza u ligi od 66-16 što je čak 42 pobjede više nego prethodne sezone čime su srušili rekord za napredak u jednoj sezoni. Dugo su bili u igri za rušenje najboljeg omjera u sezoni, ali na kraju su ostali kratki za šest utakmica. Trojica iskusnih all-star igrača potpuno su se podredili momčadi i pretvorili Celticse u najbolju obrambenu momčad lige pobjeđujući protivnike u prosjeku s više od deset razlike.
Prvi krug doigravanja spojio je Boston s Atlantom. Mladoj momčadi Hawksa koja je uspjela prekinuti najduže odsustvo jedne momčadi iz doigravanja od čak osam godina nitko nije davao previše šanse protiv najbolje momčadi lige. Celticsi su seriju otvorili dvjema lakim pobjedama na domaćem terenu i izgledalo je kao da će se prošetati u drugi krug, ali Hawksi su imali drugačije planove. Momčad Mikea Woodsona na domaćem se terenu pokazala nepobjedivom u sve tri utakmice i predvođena Johnsonom, Smithom i rookijem Horfordom izborila sedmu utakmicu u Bostonu. Celticsi su ipak u posljednjoj utakmici pristisnuli Hawkse i odnijeli pobjedu s čak 34 razlike.
U drugom krugu Celticse su čekali LeBronovi Cavsi i pozornica za sudar najbolje momčadi lige i po mnogima najboljeg igrača bila je spremna. Početak serije obilježila je fenomenalna obrana Bostona koja je iz akcije u akciju frustrirala Jamesa tjerajući ga na teške šuteve. U tim prvim utakmicama James je redom rušio negativne rekorde za postotke šuta igrača u doigravnju tijekom serije, ali kako je serija tekla Cleveland je stigao do tri domaće pobjede osiguravši tako još jednu odlučujuću utakmicu u Bostonu. Sedma utakmica pretvorila se u dvoboj najboljih strijelaca svojih momčadi – Jamesa i Piercea. Bio to obračun igrača koji su jedan drugoga čuvali u obrani i zajedno na kraju zabili 86 koševa. Spektakularni okršaj ipak je završio pobjedom Celticsa usprkos 45 koševa LeBrona Jamesa. Boston je tom pobjedom popravio svoj omjer u odlučujućim playoff utakmicama na čak 19-5 uz čak 16 pobjeda na domaćem terenu koji je kroz cijelu povijest lige bio prava tvrđava u playoffu.
Finale Istoka spojilo je dvije momčadi koje su od početka svi očekivali u toj fazi doigravanja. Okršaj dviju najboljih obrambenih momčadi u NBA ponudio je čvrstu igru i veliko zalaganje na obje strane uz odlične nastupe Garnetta na jednoj te Hamiltona i pomlađenog McDyessa na drugoj. Boston je zadržao prednost domaćeg terena trima pobjedama, a šestoj utakmici igranoj u Detroitu uspio je izbjeći još jednu odlučujuću sedmu pobjedom 89-81 i preokretom u posljednjoj četvrtini. Bio je treći uzastopni poraz Pistonsa u šestoj utakmici finala Istoka i prvi prolazak Celticsa u finale nakon 1987. kad su izgubili od Lakersa.

### Los Angeles Lakers
Slična priča djelovala je i na Los Angeles Lakerse. Ugled nekada velike NBA momčadi, od 2004. kada je igrala zadnje finale i dominirala dvojcem Shaq - Kobe, raspala se i trebala je krenuti u novu obnovu. Počeo spominjati odlazak najboljeg igrača Kobe Bryanta, nezadovoljnog upravom kluba oko mogućih pojačanja. Tako je u ljeto 2007. franšiza napravila zamjenu kojom se Lakersi iz Memphis Grizzliesa doveli Pau Gasola, a u zamjenu dali Kwamea Browna, Javarisa Crittentona, Aarona McKiea, prava drafta na Marca Gasola i dva izbora prvog kruga drafta. Na klupu se vratio trofejni legendarni trener Phil Jackson, a momčad predvođena Fisherom, Bryantom, Odomom, Gasolom i mladi Bynumom odigrala je odličnu sezonu. Lakersi su uzeli naslov prvaka svoje divizije i prvaka Istočne konferncije, a Bryant je po prvi puta u svojoj karijeri dobio nagradu za najkorisnijeg igrača lige. Sezonu su završili s omjerom 57-25, što je 15 pobjeda više u odnosu na prošlu sezonu.  Iako se tada nije znalo tko će igrati u ovogodišnjem finalu, Lakersi i Celticsi odigrali su dvije utakmice u regularnom dijelu, a Boston je dobio u obje. 
U prvom krugu doigravanja naletjeli su na Denver Nuggetse. Iako se od njihovog dvoboja očekivala serija u sedam utakmica, Lakersi su u četiri utakmice prošli u drugi krug.  U drugom krugu igrali protiv Utah Jazza predvođeni Deronom Williamsom, Kiriljenkom i Boozerom, ali su ih uspjeli proći u šest utakmica. U finalu Istoka igrali su protiv San Antonio Spursima, predvođenu također "Velikim trojcem" Parker, Ginobilli, Duncan. Međutim, to nije bila godina Spursa jer su Spursi u zadnjem destljeću svake neparne godine otišli do kraja, a to se dogodilo i ovaj puta. Lakersi su prošli San Antonio u šest utakmica i plasirali u prvo finale nakon 2004. godine.

## Finale

### Prva utakmica
| 5. lipnja 2008. 3:00 (UTC+1) | Izvještaj na NBA.com Izvještaj na Ezadar.hr | Los Angeles Lakers                                                                  | 88–98 | Boston Celtics                                                                                 |  | TD Banknorth Garden, Boston Gledatelji 18 624 Suci: Bavetta, Foster, Rush | ABC, TSN, Cuatro, Canal+, Canal 7 |
| 5. lipnja 2008. 3:00 (UTC+1) | Izvještaj na NBA.com Izvještaj na Ezadar.hr | Po četvrtinama: 21-23, 30-23, 22-31, 15-21                                          |       |                                                                                                |  | TD Banknorth Garden, Boston Gledatelji 18 624 Suci: Bavetta, Foster, Rush | ABC, TSN, Cuatro, Canal+, Canal 7 |
| 5. lipnja 2008. 3:00 (UTC+1) | Izvještaj na NBA.com Izvještaj na Ezadar.hr | Koševi: Bryant 24 Skokovi: Gasol 8 Asistencije: Bryant, Fisher 8 Pogreške: Bryant 4 |       | Koševi: Garnett 24, Pierce 22 Skokovi: Garnett 13 Asistencije: Rondo 7 Ukradene lopte: Posey 2 |  | TD Banknorth Garden, Boston Gledatelji 18 624 Suci: Bavetta, Foster, Rush | ABC, TSN, Cuatro, Canal+, Canal 7 |
| 5. lipnja 2008. 3:00 (UTC+1) | Izvještaj na NBA.com Izvještaj na Ezadar.hr | 1-0 Boston Celtics                                                                  |       |                                                                                                |  | TD Banknorth Garden, Boston Gledatelji 18 624 Suci: Bavetta, Foster, Rush | ABC, TSN, Cuatro, Canal+, Canal 7 |

Već je prva utakmica finala ispunila sva očekivanja. Bio je to sudar dvaju stilova. Boston ima najbolju obranu lige i jedna su od rijetkih momčadi u ligi bez Europljana dok Lakersi imaju napad te dosta korisnih i odličnih Europljana. Momčadi su u utakmicu ušle vrlo nervozno međutim sjajni Kevin Garnett dao je Celticsima početnu prednost. Usprkos indisponiranom Bryantu, Lakersi predvođeni sjajnim Fisherom i Gasolom preokrenuli su rezultat i dobili prvo poluvrijeme rezultatom 51:46. Pierce, koji je u prvom poluvremenu postigao samo 3 poena, u drugom poluvremenu postigao je 8 poena u minuti i pomogao Celticsima da se vrate u igru. Tada se dogodilo nešto šokantno. Kod pokušaja blokade, centar Celticsa Perkins, doskočio je na Pierceovu nogu. Piercea su na nosilima iznijeli iz igre, međutim vratio se u utamicu te postigao dvije trice u dvadeset sekundi. Time je Boston preuzeo vodstvo koje je zadržao do kraja utakmice. Ključ pobjede Celticsa bili su skokovi koji su bili na njihovoj strani 46-33.

### Druga utakmica
| 8. lipnja 2008. 3:00 (UTC+1) | Izvještaj na NBA.com Izvještaj na Ezadar.hr | Los Angeles Lakers                                                                       | 102–108 | Boston Celtics                                                                         |  | TD Banknorth Garden, Boston Gledatelji 18 624 Suci: Crawford, Delaney, Mauer | ABC, TSN, Cuatro, Canal+, Canal 7 |
| 8. lipnja 2008. 3:00 (UTC+1) | Izvještaj na NBA.com Izvještaj na Ezadar.hr | Po četvrtinama: 22-20, 20-34, 19-29, 41-25                                               |         |                                                                                        |  | TD Banknorth Garden, Boston Gledatelji 18 624 Suci: Crawford, Delaney, Mauer | ABC, TSN, Cuatro, Canal+, Canal 7 |
| 8. lipnja 2008. 3:00 (UTC+1) | Izvještaj na NBA.com Izvještaj na Ezadar.hr | Koševi: Bryant 40 Skokovi: Radmanović, Gasol 10 Asistencije: Bryant 8 Pogreške: Bryant 4 |         | Koševi: Pierce 28, Powe 21 Skokovi: Garnett 14 Asistencije: Rondo 16 Trice: Pierce 4/4 |  | TD Banknorth Garden, Boston Gledatelji 18 624 Suci: Crawford, Delaney, Mauer | ABC, TSN, Cuatro, Canal+, Canal 7 |
| 8. lipnja 2008. 3:00 (UTC+1) | Izvještaj na NBA.com Izvještaj na Ezadar.hr | 2-0 Boston Celtics                                                                       |         |                                                                                        |  | TD Banknorth Garden, Boston Gledatelji 18 624 Suci: Crawford, Delaney, Mauer | ABC, TSN, Cuatro, Canal+, Canal 7 |

Glavno pitanje prije druge utakmice bilo je stanje Piercovog koljena. Na kraju su strahovanja navijača Celticsa ispala bezrazložna. Pierce je sjajno krenuo u utakmicu potpuno nadigravši Bryanta koji i dalje nije pronalazio odgovor na čvrstu obranu Celticsa. Nakon malog vodstva Lakersa, u drugoj četvrtini klupa Celticsa odigrala je sjano, posebno Leon Powe. Celtcsi su napravili seriju 15-2 dolaze do 12 poena razlike i sa zadovoljstvom završavaju prvo poluvrijeme. Pierce i Allen bili su šuterski vrlo raspoloženi te su odveli Celticse do 22 poena prednosti. U četvrtoj četvrtini Jackson uvodi brzu šutersku petorku te Lakersi kreću u posljednji očajnički napad. Celticsi su gubili lopte i promašivali otvorene šuteve, dok su Lakersi u kratkom vremenu postigli šest trica i vratili se u igru. Pierce je preuzeo odgovornost na sebe te je u idućem napadu uspio ući pod koš i biti fauliran te realizirati slobodno bacanje. U sljedećem napadu Lakersa Bryant je bio dobro pokriven te je Pierce blokirao pokušaj Vujačićeve trice. Odbijenu loptu prihvatio je James Posey koji nakon faula postavlja konačan rezultat utakmice. Tim svojim povratkom Lakersi su pokazali ratnički karakter. Nakon utakmice stizale su kritike na sudačke odluke jer su Celticsi imali 38, a Lakersi samo 10 slobodnih bacanja.

### Treća utakmica
| 10. lipnja 2008. 0:00 (UTC+1) | Izvještaj na NBA.com Izvještaj na Ezadar.hr | Boston Celtics                                                                       | 81–87 | Los Angeles Lakers                                                                       |  | Staples Center, Los Angeles Gledatelji 18 997 Suci: Crawford, Salvatore, Wunderlich | ABC, TSN, Cuatro, Canal+, Canal 7 |
| 10. lipnja 2008. 0:00 (UTC+1) | Izvještaj na NBA.com Izvještaj na Ezadar.hr | Po četvrtinama: 20-20, 17-23, 25-17, 19-27                                           |       |                                                                                          |  | Staples Center, Los Angeles Gledatelji 18 997 Suci: Crawford, Salvatore, Wunderlich | ABC, TSN, Cuatro, Canal+, Canal 7 |
| 10. lipnja 2008. 0:00 (UTC+1) | Izvještaj na NBA.com Izvještaj na Ezadar.hr | Koševi: Allen 25 Skokovi: Garnett 12 Asistencije: Garnett 5 Šut iz igre: Pierce 2/14 |       | Koševi: Bryant 36, Vujačić 20 Skokovi: Gasol 12 Asistencije: Farmar 5 Trice: Vujačić 3/5 |  | Staples Center, Los Angeles Gledatelji 18 997 Suci: Crawford, Salvatore, Wunderlich | ABC, TSN, Cuatro, Canal+, Canal 7 |
| 10. lipnja 2008. 0:00 (UTC+1) | Izvještaj na NBA.com Izvještaj na Ezadar.hr | 2-1 Boston Celtics                                                                   |       |                                                                                          |  | Staples Center, Los Angeles Gledatelji 18 997 Suci: Crawford, Salvatore, Wunderlich | ABC, TSN, Cuatro, Canal+, Canal 7 |

Budući da još ni jedan utakmica nije vratila zaostatak od 3-0, Lakersi su morali dobiti ovu utakmicu. Već na samom početku vidjelo se da su Lakersi puno agresivniji. Bryant je preuzeo obranu nad Rondom, a Pierce je vrlo rano upao u probleme s osobnim pogreškama. Nakon izjedančene prve četvrtina Lakersi su se u drugoj odvojili na 12 razlike. Celticse je držao Ray Allen i usprkos neprepoznatljivom Garnettu i Pierceu, Lakersi su na odmor otišli sa samo 6 poena prednosti. U trećoj četvrtini Allen predvodi Celticse do vodstva koje je međutim kratko trajalo jer je Kobe Bryant tricom vratio prednost Lakersima. Pri rezultatu 78:76, Vujačić je pogodo tricu, a Fisher je realizirao slobodna bacanja te su njih dovojica Lakersima donijeli u ključnu prednost. Kobe je pronašao šut i gađao 12-20 te postigao čak 36 poena, a Vujačić je odigrao sjajno te uvelike pomogao Kobeu sa svojih 20 poena. 

### Četvrta utakmica
| 12. lipnja 2008. 0:00 (UTC+1) | Izvještaj na NBA.com | Boston Celtics                                                                                | 97–91 | Los Angeles Lakers                                                                      |  | Staples Center, Los Angeles Gledatelji 18 997 Suci: DeRosa, Javie, Washington | ABC, TSN, Cuatro, Canal+, Canal 7 |
| 12. lipnja 2008. 0:00 (UTC+1) | Izvještaj na NBA.com | Po četvrtinama: 14-35, 26-23, 31-15, 26-18                                                    |       |                                                                                         |  | Staples Center, Los Angeles Gledatelji 18 997 Suci: DeRosa, Javie, Washington | ABC, TSN, Cuatro, Canal+, Canal 7 |
| 12. lipnja 2008. 0:00 (UTC+1) | Izvještaj na NBA.com | Koševi: Pierce 20, Allen 19 Skokovi: Garnett 11 Asistencije: Pierce 7 Ukradene lopte: Allen 3 |       | Koševi: Odom 19 Skokovi: Gasol, Odom 10 Asistencije: Bryant 14 Šut iz igre: Bryant 6/19 |  | Staples Center, Los Angeles Gledatelji 18 997 Suci: DeRosa, Javie, Washington | ABC, TSN, Cuatro, Canal+, Canal 7 |
| 12. lipnja 2008. 0:00 (UTC+1) | Izvještaj na NBA.com | 3-1 Boston Celtics                                                                            |       |                                                                                         |  | Staples Center, Los Angeles Gledatelji 18 997 Suci: DeRosa, Javie, Washington | ABC, TSN, Cuatro, Canal+, Canal 7 |

Ohrabreni pobjedom, Lakersi su sjajno otvorili utakmicu. Odom je sjajnim igrama nadigrao Garnetta, a nakon prve četvrtine rezultat je bio 35:14 za Lakerse. Nakon odlaska Lakersa na 24 poena prednosti, Celticsi su serijom 12-0 uspjeli smanjiti vodstvo. Međutim Lakersi su se sjajno držali te su Farmarovom tricom sa zvukom sirene na odmor otišli s 18 poena razlike. Sredinom treće četvrtine Lakersu su vodili 20 razlike te ništa nije nagoviještavalo na preokret koji je uslijedio. Pierce je preuzeo obranu nad Bryantom, a Celticsi su ponovno počeli igrati, njihovu dobro poznatu, žestoku obranu. Celticsi su sjajnom šuterskom serijom smanjili prednost Lakersa na samo 2 poena. Četiri minute prije kraja, Eddie House postigao je ključnu tricu kojom su Celticsi došli u vodstvo. Posey i Allen su održali to vodstvo te svojim ključnim poenima odveli Celticse do vodstva u seriji 3-1.

### Peta utakmica
| 15. lipnja 2008. 0:00 (UTC+1) | Izvještaj na NBA.com Izvještaj na Ezadar.hr | Boston Celtics                                                               | 98–103 | Los Angeles Lakers                                                       |  | Staples Center, Los Angeles Gledatelji 18 997 Suci: Bavetta, Foster, Mauer | ABC, TSN, Cuatro, Canal+, Canal 7 |
| 15. lipnja 2008. 0:00 (UTC+1) | Izvještaj na NBA.com Izvještaj na Ezadar.hr | Po četvrtinama: 22-39, 30-16, 18-24, 28-24                                   |        |                                                                          |  | Staples Center, Los Angeles Gledatelji 18 997 Suci: Bavetta, Foster, Mauer | ABC, TSN, Cuatro, Canal+, Canal 7 |
| 15. lipnja 2008. 0:00 (UTC+1) | Izvještaj na NBA.com Izvještaj na Ezadar.hr | Koševi: Pierce 38 Skokovi: Garnett 14 Asistencije: Pierce 8 Trice: Allen 3/3 |        | Koševi: Bryant 25 Skokovi: Gasol 13 Asistencije: Gasol 6 Blokade: Odom 4 |  | Staples Center, Los Angeles Gledatelji 18 997 Suci: Bavetta, Foster, Mauer | ABC, TSN, Cuatro, Canal+, Canal 7 |
| 15. lipnja 2008. 0:00 (UTC+1) | Izvještaj na NBA.com Izvještaj na Ezadar.hr | 3-2 Boston Celtics                                                           |        |                                                                          |  | Staples Center, Los Angeles Gledatelji 18 997 Suci: Bavetta, Foster, Mauer | ABC, TSN, Cuatro, Canal+, Canal 7 |

Obje momčadi nisu trenirale dan nakon četvrte utakmice. Dok su Celticsi liječili ozljede, Phil Jackson je svojim igračima dao slobodan dan. Uzdrmani Lakersi iznenađujuće dobro su ušli u utakmicu te su Lakersi nakon prve četvrtine imali vodstvo od 39:22. Tada se "probudio" Pierce i sa 16 koševa u drugoj četvrtini vratio Celticse u igru i na zaostatak od samo 3 poena. Celticsi su Rondovim košem, ali su ih Lakersi nadmašili serijom 19:8 i završili četvrtinu. Celticsi ne odustaju i serijom 16:2 vraćaju se u utakmicu. Međutim nakon Garnettovih promašaja sa slobodnih bacanja, Lakersi su zadržali vodstvo i pobijedili rezultatom 103:98.

### Šesta utakmica
| 17. lipnja 2008. 3:00 (UTC+1) | Izvještaj na NBA.com Izvještaj na Ezadar.hr | Los Angeles Lakers                                                              | 92–131 | Boston Celtics                                                                               |  | TD Banknorth Garden, Boston Gledatelji 18 624 Suci: Crawford, Rush, Salvatore | ABC, TSN, Cuatro, Canal+, Canal 7 |
| 17. lipnja 2008. 3:00 (UTC+1) | Izvještaj na NBA.com Izvještaj na Ezadar.hr | Po četvrtinama: 20-24, 15-34, 25-31, 31-42                                      |        |                                                                                              |  | TD Banknorth Garden, Boston Gledatelji 18 624 Suci: Crawford, Rush, Salvatore | ABC, TSN, Cuatro, Canal+, Canal 7 |
| 17. lipnja 2008. 3:00 (UTC+1) | Izvještaj na NBA.com Izvještaj na Ezadar.hr | Koševi: Bryant 22 Skokovi: Odom 10 Asistencije: Odom 5 Šut iz igre: Bryant 7/22 |        | Koševi: Allen, Garnett 26 Skokovi: Garnett 14 Asistencije: Pierce 10 Ukradene lopte: Rondo 6 |  | TD Banknorth Garden, Boston Gledatelji 18 624 Suci: Crawford, Rush, Salvatore | ABC, TSN, Cuatro, Canal+, Canal 7 |
| 17. lipnja 2008. 3:00 (UTC+1) | Izvještaj na NBA.com Izvještaj na Ezadar.hr | Pobjeda Boston Celticsa 4-2                                                     |        |                                                                                              |  | TD Banknorth Garden, Boston Gledatelji 18 624 Suci: Crawford, Rush, Salvatore | ABC, TSN, Cuatro, Canal+, Canal 7 |

Već prije utakmice sve je bilo spremno za veliko slavlje u Baknorth Gardenu. Obje momčadi nervozno su ušle u utakmicu, a Garnett je vrlo brzo uspio dominirati na obje strane terena. Međutim Bryant postiže 11 uzastopnih poena i tri minute prije kraja dovodi momčad do vodstva 18:16. Vrlo izjednačenu utakmicu prelomile su dvije velike serije u drugoj četvrtini, prva 11-0 i 15-2. Celticsi su na odmor otišli zadovoljni jer su imali prednost od čak 23 poena. Na polovici treće četvrtine Celticsi su imali nedostižno vodstvo od čak 31 razlike. Do kraja utakmice Lakersi su uspjeli smanjiti vodstvo ali to nije bilo dovoljno. Celticsi su pregazili Lakerse s 39 poena razlike i osvojili svoj 17. NBA naslov, prvi nakon 1986. godine, a nagradu za najkorisnijeg igrača NBA finala osvojio je Paul Pierce.

## Televizijski prijenosi
Televizijske prijenose osim američkog ABC-a i kanadskog TSN-a prenosili su kanali iz sljedećih zemalja:
| - Argentina: Canal 7 - Australija: ESPN - Belgija: Be 1 i Prime Sport 1 - Belize: Great Belize Television i Tropical Vision Limited - Brazil: ESPN Latin America - NR Kina: CCTV-5 - Danska: DK4 Sport - Dominikanska Republika: Antena Latina - Finska: Urheilukanava - Francuska: Sport+ - Njemačka: Premiere Sport - Grčka: Sport+ - Hong Kong: ESPN, Cable TV Hong Kong Sports Channel, Star Sports, TVB HD - Mađarska: Sport1, Sport2 - Indija: ESPN - Indonezija: ESPN, Jak TV, Star Sports - Italija: Sky sport | - Izrael: Sport 5 - Japan: J Sports Plus, NHK BS-1, SkyPerfecTV - Južna Koreja: SBS Sports, Star Sports - Latvija: LTV7 - Meksiko: TVC - Arapska liga: ART Sport 3 - Nizozemska: Sport1 - Filipini: C/S Sports on RPN, Basketball TV - Poljska: Canal+Sport1 - Portugal: Sport TV 1 - Rusija: NBA TV - Španjolska: Canal +, Cuatro - Švedska: TV4 AB - Republika Kina: Videoland - Tajland: ESPN - Turska: NTV - Ujedinjeno Kraljevstvo: Five - Venezuela: Sport Plus |

## Vanjske poveznice
- Službena stranica NBA finala 2008.

| NBA finali      | NBA finali                                                                             |
| --------------- | -------------------------------------------------------------------------------------- |
|                 |                                                                                        |
| Tijekom 80-ih   | 1980. \| 1981. \| 1982. \| 1983. \| 1984. \| 1985. \| 1986. \| 1987. \| 1988. \| 1989. |
|                 |                                                                                        |
| Tijekom 90-ih   | 1990. \| 1991. \| 1992. \| 1993. \| 1994. \| 1995. \| 1996. \| 1997. \| 1998. \| 1999. |
|                 |                                                                                        |
| Tijekom 2000-ih | 2000. \| 2001. \| 2002. \| 2003. \| 2004. \| 2005. \| 2006. \| 2007. \| 2008. \| 2009. |
|                 |                                                                                        |
| Tijekom 2010-ih | 2010. \| 2011.                                                                         |

| NBA finali      | NBA finali                                                                             |
| --------------- | -------------------------------------------------------------------------------------- |
|                 |                                                                                        |
| Tijekom 80-ih   | 1980. \| 1981. \| 1982. \| 1983. \| 1984. \| 1985. \| 1986. \| 1987. \| 1988. \| 1989. |
|                 |                                                                                        |
| Tijekom 90-ih   | 1990. \| 1991. \| 1992. \| 1993. \| 1994. \| 1995. \| 1996. \| 1997. \| 1998. \| 1999. |
|                 |                                                                                        |
| Tijekom 2000-ih | 2000. \| 2001. \| 2002. \| 2003. \| 2004. \| 2005. \| 2006. \| 2007. \| 2008. \| 2009. |
|                 |                                                                                        |
| Tijekom 2010-ih | 2010. \| 2011.                                                                         |